# Sobór Trójcy Świętej i św. Włodzimierza w Nowosybirsku
Sobór Trójcy Świętej i św. Włodzimierza – prawosławny sobór w Nowosybirsku, w jurysdykcji eparchii nowosybirskiej Rosyjskiego Kościoła Prawosławnego.
Parafia św. Włodzimierza w Nowosybirsku została erygowana w 1997. Od 2001 była to placówka filialna męskiego monasteru św. Michała Archanioła w Kozysze. Pierwsza Święta Liturgia w budowanej świątyni miała miejsce 19 grudnia 1997. Budowę soboru prowadzili mnisi z monasteru św. Michała Archanioła. W kwietniu 2003 arcybiskup nowosybirski i berdski Tichon odprawił obrzęd małego poświęcenia cerkwi. W tym samym roku w czasie świąt Paschy po raz pierwszy miała miejsce Święta Liturgia w dolnej świątyni. W latach 2005–2007 na kopułach cerkiewnych umieszczono krzyże, a na dzwonnicy – ufundowane przez miejscową społeczność prawosławną dzwony. Wielkiego poświęcenia cerkwi dolnej dokonał w święto patronalne, 28 czerwca 2008, protoprezbiter Boris Swinin. Górny, główny ołtarz został poświęcony 24 sierpnia 2013 przez patriarchę moskiewskiego i całej Rusi Cyryla w asyście metropolitów sarańskiego i mordowskiego Warsonofiusza, omskiego i tawriczeskiego Włodzimierza, irkuckiego i angarskiego Wadima, nowosybirskiego i berdskiego Tichona, krasnojarskiego i aczyńskiego Pantelejmona, tomskiego i asinowskiego Rościsława, arcybiskupów abakańskiego i chakaskiego Jonatana, czyckiego i krasnokamieńskiego Eustachego oraz biskupów sołniecznogorskiego Sergiusza, pietropawłowskiego i kamczackiego Artemiusza, salechardzkiego i nowo-uriengojskiego Mikołaja, kyzyłskiego i tuwińskiego Teofana, iskitimskiego i czeriepanowskiego Łukasza, karasuckiego i ordyńskiego Filipa, kaińskiego i barabińskiego Teodozjusza, barnaułskiego i ałtajskiego Sergiusza oraz duchownych służących w eparchii nowosybirskiej.
Sobór Trójcy Świętej i św. Włodzimierza jest cerkwią dwupoziomową. Jest to świątynia w typie krzyżowo-kopułowym, oparta na sześciu filarach, z pięcioma kopułami i sześcioma ołtarzami, przeznaczona dla równoczesnego udziału w nabożeństwie 1500 osób. Wysokość świątyni wynosi 36 metrów, szerokość – 21 metrów, zaś wysokość, razem z krzyżem na centralnej kopule – 60 metrów. W cerkwi szczególnym kultem otaczane są kopia Kazańskiej Ikony Matki Bożej, ikona św. Włodzimierza oraz ikona Soboru Świętych Starców Optyńskich z cząsteczką relikwii.